# Dicranomyia kongosana
Dicranomyia kongosana là một loài ruồi trong họ Limoniidae. Chúng phân bố ở miền Cổ bắc.